# الهارد میتشرلیچ
الهارد میتشرلیچ (آلمانی: Eilhard Mitscherlich؛ زاده ۷ ژانویهٔ ۱۷۹۴ درگذشته ۲۸ اوت ۱۸۶۳) یک شیمی‌دان اهل آلمان بود.